# Абрамян Овік Аргамович
Овік Аргамович Абрамян (вірм. Հովիկ Աբրահամյան, 24 січня 1958, село Мхчян, марз Арарат) — вірменський державний діяч.

## Життєпис

### Кар'єра
1977–1979 — служба в радянській армії.
1980–1984 — Єреванський автодорожній технікум.
1985–1990 — Єреванський інститут народного господарства.
1990–1991 — Бурастанський коньячний завод — начальник відділу.
1991–1995 — Арташатський винно-коньячний завод — директор.
1995–1996 — голова виконкому Арташатської міськради.
1995–1999 — Депутат Національних зборів Вірменії першого скликання. Позапартійний.
1996–1998 — був мером Арташата.
1998–2000 — був марзпетом (губернатором) Арарата.
2000–2001 — був міністром з координації територіального управління і містобудівної діяльності.
2001–2002 — був міністром територіального управління Вірменії.
З лютого 2002 — міністр з координації територіального управління і діяльності інфраструктур Вірменії.
З квітня 2005 — є членом ради безпеки при президентові Вірменії.
8 червня 2007 — указом президента Вірменії призначений віце-прем'єр-міністром Вірменії.
Член ради Єреванського державного університету та Єреванського державного економічного інституту.
20 листопада 2007 — призначений начальником передвиборного штабу прем'єр-міністра Вірменії.
21 квітня 2008 — призначений керівником адміністрації президента Вірменії.
2008–2014  — спікером парламенту Вірменії.
З 2014  — прем'єр-міністр Республіки Вірменія.
Член Республіканської партії Вірменії.

## Нагороди
- Медаль «За зміцнення співробітництва» (2003)
- Медаль «Ананії Ширакаці» (2004)
- Медаль прем'єр-міністра (2006)
- Золота пам'ятна медаль Фрітьофа Нансена
- Медаль міністерства оборони «Маршал Баграмян» (2007)
- Медаль «За заслуги перед Вітчизною» 1-го ступеня (2012)